# Подура шестиокова
Подура шестиокова (Folsomia sexoculata) — вид колембол з родини ізотомід (Isotomidae). Вид поширений в Європі та Канаді.